# Battaglia di Isso (mosaico)

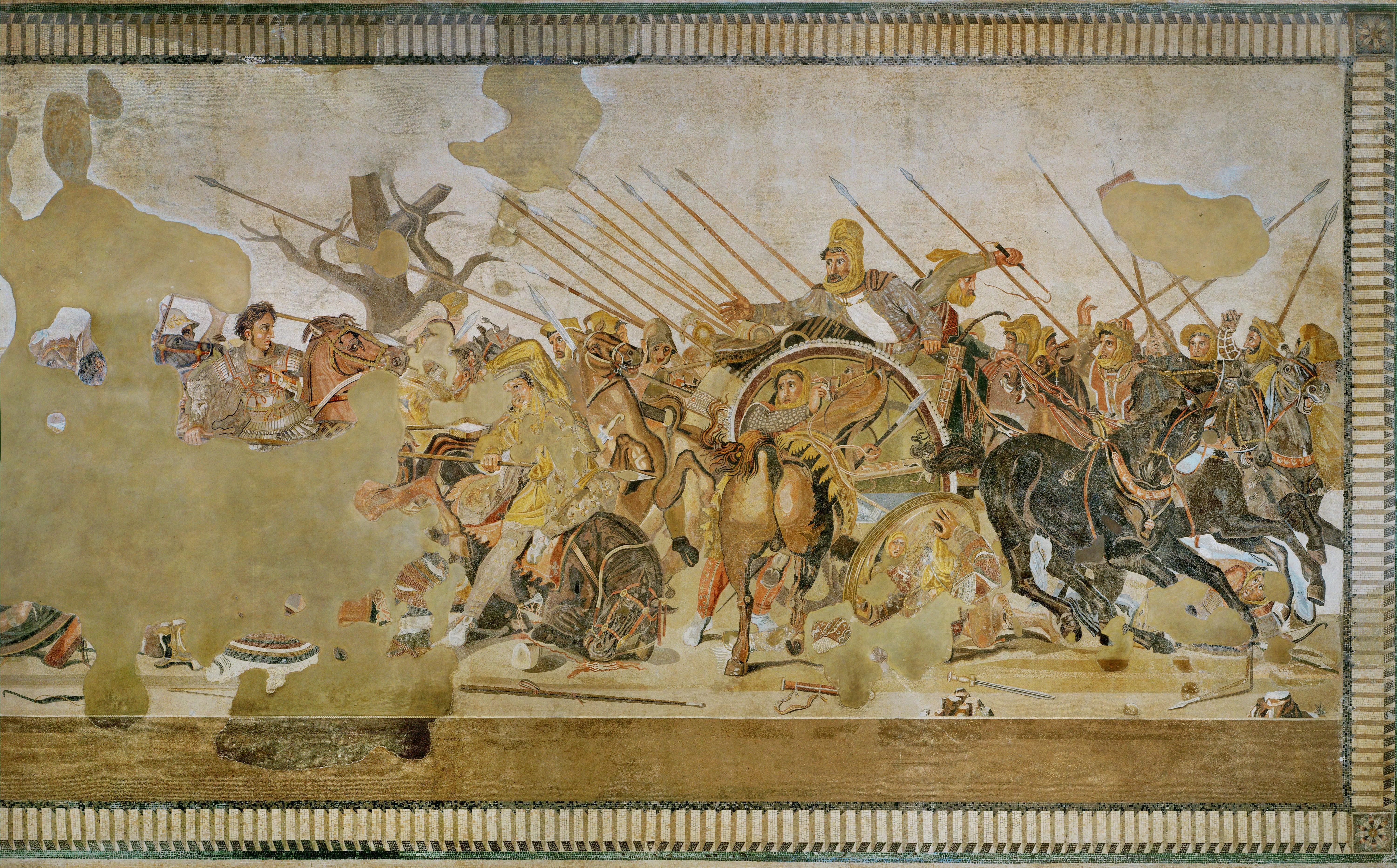
La Battaglia di Isso

La Battaglia di Isso (o il Mosaico di Alessandro) è un mosaico romano del 100 a.C. circa (582 × 313 cm) conservato presso il Museo archeologico nazionale di Napoli.

## Storia
Il mosaico fu trovato il 24 ottobre 1831 a Pompei, nella pavimentazione della casa del Fauno, durante gli scavi archeologici, ancora coperto dalla cenere vulcanica dell'eruzione del Vesuvio del 79 d.C. La scena ritratta è quella della battaglia di Isso compiuta da Alessandro Magno (a sinistra del mosaico) contro Dario III di Persia (a destra). 
Il mosaico, realizzato con circa un milione e mezzo di tessere e commissionato probabilmente in quanto antenati del proprietario avevano rapporti col re macedone, risulta essere una copia del dipinto eseguito dal pittore greco Filosseno di Eretria. Un'altra teoria meno accreditata afferma che potrebbe essere stato un originale mosaico ellenistico saccheggiato dalla Grecia e portato a Roma.
La scena illustrata è quella di una battaglia tra Alessandro e Dario e, seppure i due condottieri si siano affrontati più volte, prima a Isso (333 a.C.) e poi a Gaugamela (331 a.C.), la tradizione e alcuni dettagli, come le aste lunghissime dei macedoni e la testa nuda di Alessandro, riconducono l'opera a quella di Isso.
Nel settembre del 1843 il mosaico fu trasferito a Napoli.

## Descrizione

### Personaggi
Nonostante il mosaico risulti parzialmente rovinato, le due figure principali sono facilmente riconoscibili.
- La raffigurazione di Alessandro è una delle sue più famose. Nella corazza è raffigurata Medusa e i suoi capelli ondulati rappresentano il tipico aspetto della ritrattistica reale dell'arte greca del IV secolo a.C. La sua figura, insieme al famoso cavallo Bucefalo, occupa la parte sinistra della scena, più danneggiata.

- Dario è raffigurato su un carro condotto da un auriga, che sprona i quattro cavalli per darsi alla fuga. Dall'espressione sembra essere spaventato e preoccupato, incerto se affrontare il nemico o fuggire dalla battaglia. Da notare come tenti di lanciare un ultimo, disperato assalto dei suoi uomini mentre il cocchiere già frusta i cavalli.

Oltre ai due personaggi principali, vi è rappresentato Dario Oxyathres, fratello di Dario III, che sacrifica sé stesso per permettere la fuga del congiunto, lasciandosi trafiggere dalla lancia del condottiero macedone.
Nella rappresentazione del cavallo centrale, visto da dietro, si nota l'uso dell'ombreggiatura per trasmettere un senso di massa e volume e aumentare l'effetto naturalistico della scena. Le lance e l'affollamento di uomini e cavalli evocano la confusione e il frastuono della battaglia.
Nell'opera spiccano anche dettagli drammatici, come il cavallo caduto e il soldato persiano in primo piano che viene travolto dai cavalli e guarda il volto di sé stesso in agonia, riflesso in uno scudo.

### Tecnica di realizzazione
Il mosaico è costituito da circa un milione e mezzo di piccole piastrelle policrome marmoree, disposte in curve graduali. La tecnica utilizzata è quella dell'opus vermiculatum: le tessere vengono posizionate in maniera asimmetrica, seguendo il contorno delle immagini raffigurate.
Il mosaico è un'opera insolitamente dettagliata per una residenza privata e probabilmente è stato commissionato da una persona o una famiglia benestante.
Infine, l'uso di soli quattro colori, bianco, giallo, rosso e blunero, conferma la classicità dell'opera.

### Provenienza delle tessere
I pezzi bianchi provenivano dalle cave delle Alpi Apuane; quelli rosa da alcune antiche miniere del Portogallo e viaggiavano per il Mediterraneo occidentale assieme alle tessere gialle che provenivano dalla Tunisia; per quelli rosso chiaro, invece, si è ipotizzato che provengano dalle Alpi Apuane o dalla Sicilia, dove le "rocce rosse" sono molto presenti; le tessere rosso scuro arrivavano sicuramente da Capo Mattapan, in Grecia.

## Particolari del mosaico

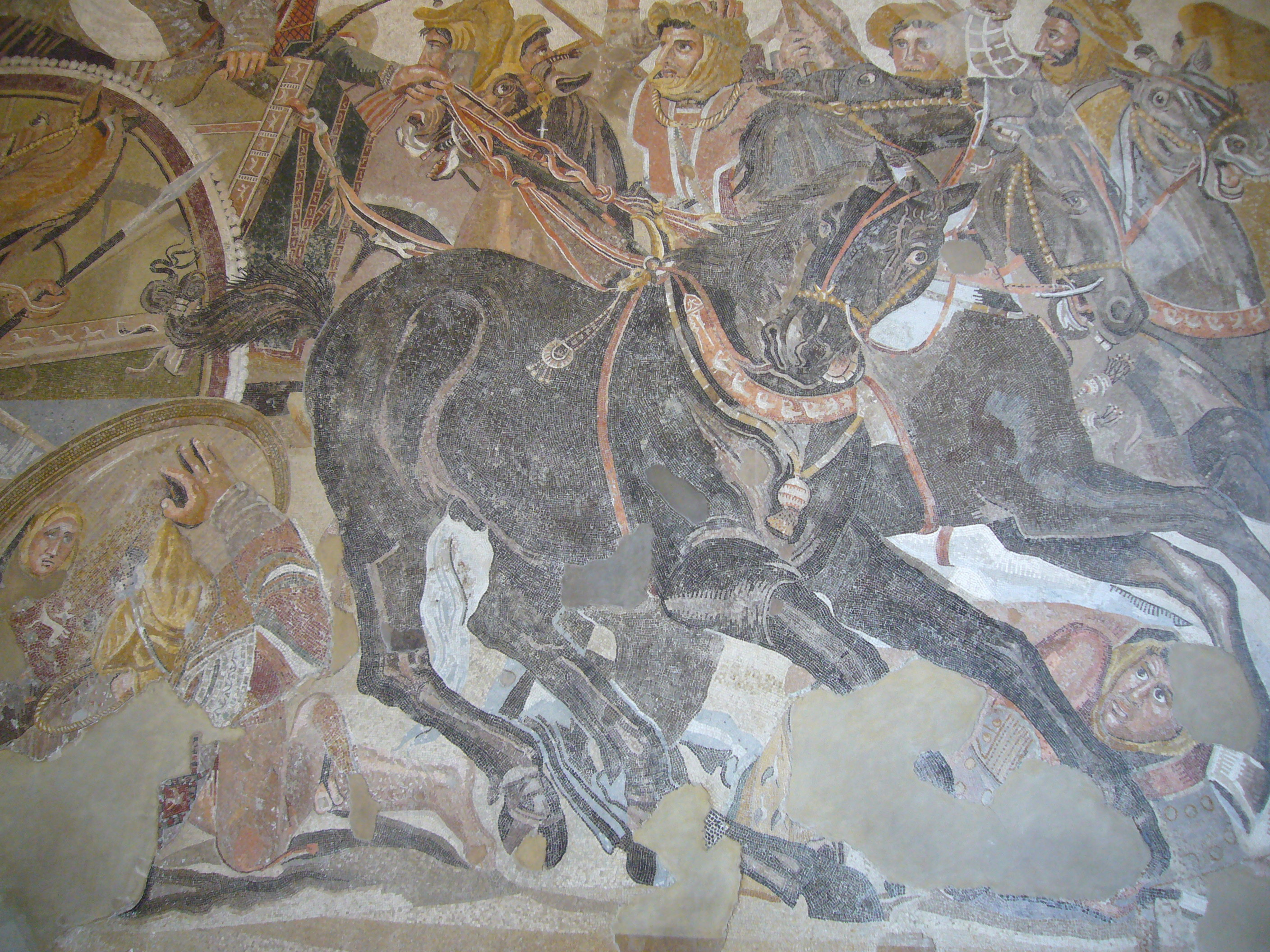
Dettaglio di un cavallo
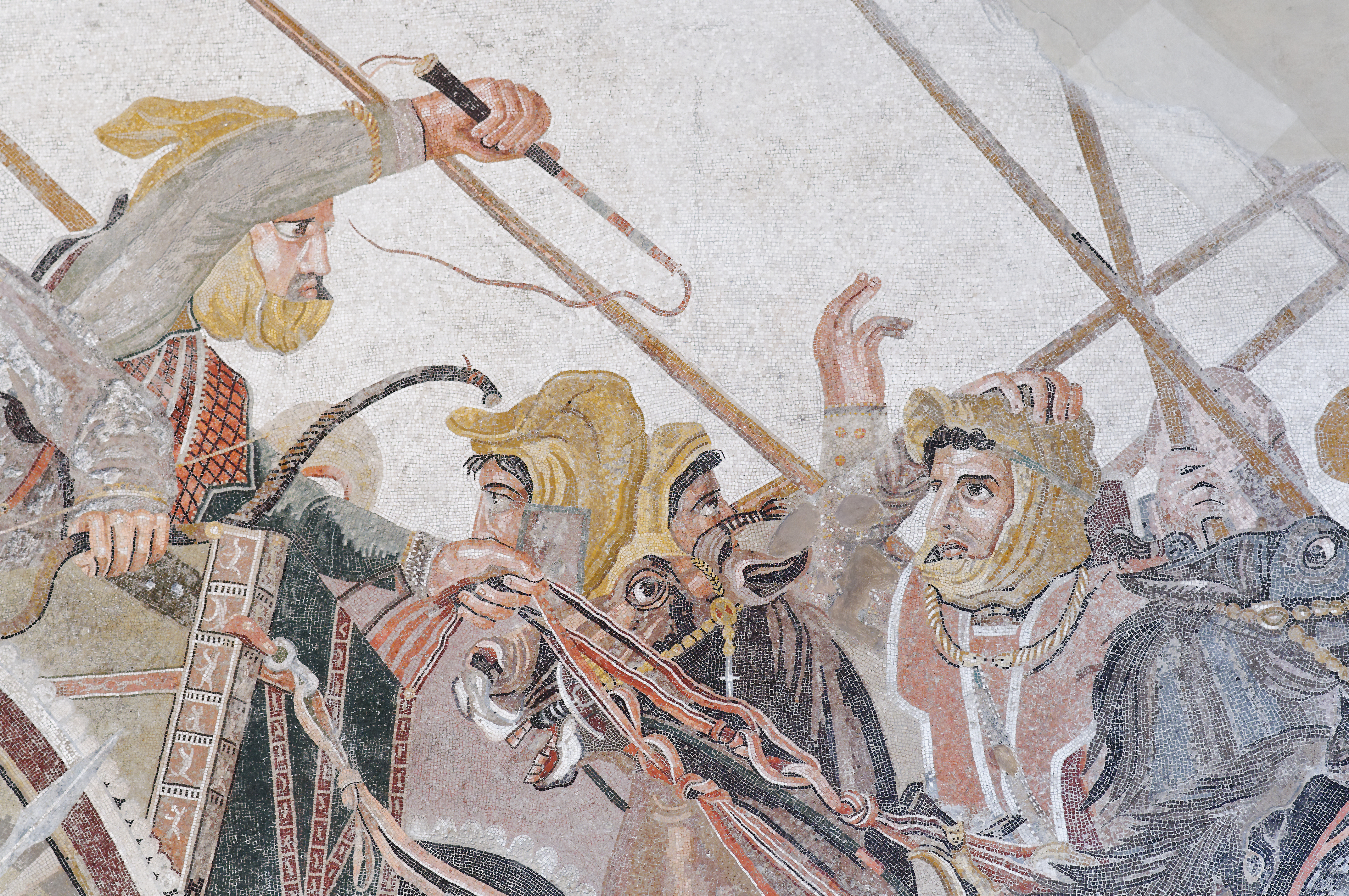
Dettaglio del cocchiere alle spalle di Dario che avvia la fuga
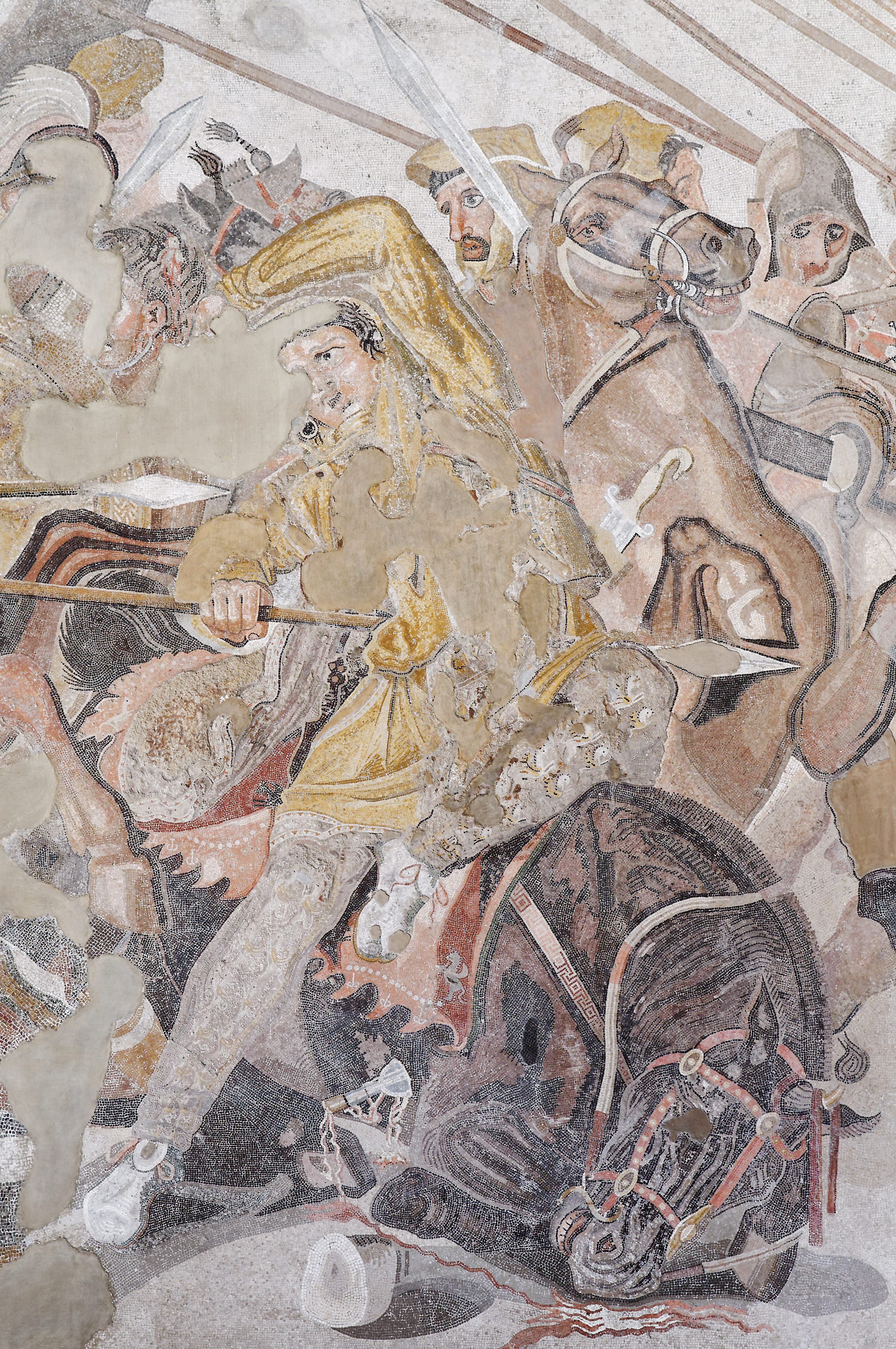
Dettaglio con Dario Oxyathres colpito dalla lancia di Alessandro